# Белецкий, Максим Андреевич
Макси́м Андре́евич Беле́цкий (укр. Максим Андрійович Білецький; 7 января 1980, Ромны) — украинский футболист, защитник. Мастер спорта Украины международного класса.

## Карьера

### Клубная
Воспитанник сумского футбола. Футбольным азам обучался в ДЮСШ города Ромны. Первый тренер — В. М. Янголь. В 15-летнем возрасте стал заниматься в академии московского ЦСКА, где тренировался у Вячеслава Александровича Комарова.

Профессиональную карьеру начал в московском ЦСКА, также выступал за российские клубы «Москва» и «Ростов».
В «Черноморец» перешёл летом 2007 года, после того как расторг с «Ростовом» контракт по причине невыполнения клубным руководством контрактных обязательств и стал свободным агентом. В чемпионатах Украины в составе одесского «Черноморца» провёл 65 матчей, забил один мяч.
15 января 2010 года было сообщено, что Максим перешёл в «Шинник».

### В сборной
Вызывался в национальную сборную Украины, однако участия в официальных матчах не принимал. За успешное выступление в отборочном цикле на чемпионат мира-2006 в составе сборной Украины в 2005 году Белецкому было присвоено спортивное звание — мастер спорта Украины международного класса, а также вручена государственная награда Украины — Медаль «За труд и доблесть».

## Достижения
- Серебряный призёр чемпионата России: 1998 год.
- Бронзовый призёр чемпионата России: 1999 год.
- Финалист Кубка России: 2000 год.

## Семья
- Супруга Максима Белецкого — Оксана и дочь — Кристина.

## Статистика по сезонам
| Сезон   | Клуб                       | Матчи | Голы |
| ------- | -------------------------- | ----- | ---- |
| 1998    | ЦСКА-2 (Москва)            | 41    | 4    |
| 1999    | ЦСКА-2 (Москва)            | 31    | 1    |
| 2000    | ЦСКА (Москва)              | 1     | 0    |
| 2000    | ЦСКА-2 (Москва)            | 24    | 1    |
| 2001    | ЦСКА (Москва)              | 6     | 0    |
| 2001    | Торпедо-ЗИЛ (Москва)       | 13    | 1    |
| 2002    | Торпедо-ЗИЛ (Москва)       | 25    | 1    |
| 2003    | Торпедо-Металлург (Москва) | 24    | 3    |
| 2004    | Москва (Москва)            | 21    | 1    |
| 2005    | Москва (Москва)            | 13    | 0    |
| 2006    | Ростов (Ростов-на-Дону)    | 19    | 1    |
| 2007/08 | Черноморец (Одесса)        | 28    | 1    |
| 2008/09 | Черноморец (Одесса)        | 26    | 0    |